# Matyldów (powiat płocki)
Matyldów – wieś sołecka w Polsce położona w województwie mazowieckim, w powiecie płockim, w gminie Łąck. Leży nad jeziorem Zdworskim.
W latach 1975–1998 miejscowość należała administracyjnie do województwa płockiego.
Oprócz typowo rolniczej, miejscowość pełni funkcję turystyczną – obok gospodarstw wiejskich znajdują się domki letniskowe oraz kompleksy działek letniskowych z dostępem do jeziora. Niewielka odległość do Łącka, Koszelówki, Pojezierza Gostynińsko-Włocławskiego, ścieżek rowerowych i innych atrakcji czyni miejscowość atrakcyjną pod względem turystycznym.